# Paralelo 8 S
O Paralelo 8 S é um paralelo no 8° grau a sul do plano equatorial terrestre.
Dois segmentos da fronteira Angola-República Democrática do Congo são definidos por este paralelo.
Começando pelo Meridiano de Greenwich e tomando a direção leste, o paralelo 8° Sul passa sucessivamente por:
| País, território ou mar                         | Notas |
| ----------------------------------------------- | --- |
| Oceano Atlântico                                | |
| Angola                                          | |
| República Democrática do Congo                  | |
| Angola                                          | |
| República Democrática do Congo                  | |
| Fronteira Angola-República Democrática do Congo | |
| Angola                                          | |
| Fronteira Angola-República Democrática do Congo | |
| Angola                                          | |
| República Democrática do Congo                  | |
| Lago Tanganica                                  | |
| Tanzânia                                        | |
| Oceano Índico                                   | |
| Indonésia                                       | Ilha de Java |
| Mar de Bali                                     | |
| Mar de Flores                                   | |
| Mar de Banda                                    | |
| Indonésia                                       | Ilha de Wetar |
| Mar de Banda                                    | |
| Indonésia                                       | Ilhas Babar |
| Mar de Timor                                    | |
| Indonésia                                       | Ilha Yamdena |
| Mar de Arafura                                  | |
| Indonésia                                       | Ilha Yos Sudarso e Nova Guiné Ocidental |
| Papua-Nova Guiné                                | Nova Guiné e Nova Bretanha |
| Mar de Coral                                    | Golfo de Papua |
| Papua-Nova Guiné                                | |
| Mar de Salomão                                  | |
| Ilhas Salomão                                   | Ilhas Ranongga, Kolombangara e Nova Geórgia                                                                                                  |
| Estreito da Nova Geórgia                        | |
| Ilhas Salomão                                   | Ilha de Santa Isabel |
| Oceano Pacífico                                 | |
| Tuvalu                                          | Atol Nukufetau |
| Oceano Pacífico                                 | |
| Polinésia Francesa                              | Ilha Eiao |
| Oceano Pacífico                                 | |
| Peru                                            | |
| Brasil                                          | Acre Amazonas Rondônia Amazonas Mato Grosso Pará Tocantins Maranhão Tocantins Maranhão Piauí Pernambuco Paraíba Pernambuco (passa em Olinda) |
| Oceano Atlântico                                | Passa a menos de 700 metros a sul de Ascensão, Santa Helena, Ascensão e Tristão da Cunha                                                     |